# 1-O-Methylgalactose
1-O-Methylgalactose ist ein Monosaccharid und somit ein Vertreter der Kohlenhydrate.
1-O-Methylgalactose kommt in zwei Formen vor, α und β. Natürlich wird sie in der großfrüchtigen Moosbeere gebildet. Vermutlich ist sie an der Hemmung der Besiedlung der Harnwege durch blasenentzündungsverursachende Escherichia coli nach Einnahme von Moosbeerensaft beteiligt.